# Phoebe Gloeckner
Phoebe Louise Adams Gloeckner, född 22 december 1960 i Philadelphia, är en amerikansk serieskapare och konstnär. Hon är förknippad med amerikansk underground och publicerade på svenska ett antal serier i vuxenserietidningen Pox. Hennes kanske främsta verk är The Diary of a Teenage Girl: An Account in Words and Pictures, som 2015 filmatiserades i regi av Marielle Heller.

## Biografi

### Uppväxt
Phoebe Gloeckner föddes i Philadelphia men växte upp mestadels hos sin mor i San Francisco. Fadern var illustratör och Phoebe intresserade sig tidigt för tecknandet. 
Gloeckner bevistade ett flertal skolor under sin barndom, men hade "problematisk barndom" och blev inte kvar länge på någon av dem. En av de mer lyckade utbildningarna genomgick hon på San Francisco State University, där hon studerade konst och biologi.

### Serier och bilder
Gloeckner började teckna serier redan som 15-16-åring, delvis beroende på att hennes föräldrar läste undergroundserier. Hon blev då inspirerad av serieskaparna från antologitidningen Twisted Sisters, som Robert Crumb, Aline Kominsky och Dian Noomin, där flera ingick i moderns umgängeskrets. Sedermera blev hon (från 1980) publicerad i tidningar som Weirdo, Young Lust, Buzzard och densamma Twisted Sisters. Åren 1985–1990 publicerades hennes serier vid fem tillfällen i den svenska vuxenserietidningen Pox.
Gloeckner har alltid varit intresserad av anatomi och den mänskliga kroppen, och arbetade senare professionellt som medicinsk illustratör av läkarböcker och liknande. Denna syssla ledde även till att hon fick uppdraget att illustrera J.G. Ballards kontroversiella roman The Atrocity Exhibition (svensk översättning: Skändlighetsutställningen, dock utan Gloeckners illustrationer).
Samlingsalbumet A Child's Life kom ut 1998, innehållande ett urval av hennes serier, målningar och etsningar samt ett förord av Robert Crumb.

### The Diary of a Teenage Girl: An Account in Words and Pictures
Gloeckners främsta verk torde dock vara The Diary of a Teenage Girl: An Account in Words and Pictures från 2002, en roman i dagboksform med illustrationer och serieinslag som har hyllats och jämförts med J.D. Salingers Räddaren i nöden. Det handlar om olycklig kärlek, ungdomstrauman, föräldrarelationer och drogproblem och är till stora delar semi-självbiografisk. Ämnena och situationerna känns igen från flera av Gloeckners tidigare serier. 
2015 kom en filmatisering av dagboksromanen med bland annat Alexander Skarsgård och Kristen Wiig i rollerna.

### Senare projekt
Under 2013 arbetade Gloeckner med ett konstnärsprojekt orsakat av alla de kvinnor och flickor som kidnappats och dödats i den mexikanska gränsstaden Ciudad Juárez. Hon arbetade där med handgjorda dockor och installationer, animation och fotografi i projektet som fick stöd av Guggenheim Fellowship, en stipendieverksamhet startad av Simon Guggenheim och hans minnesstiftelse.

### Övrigt
Gloeckner har bott och verkat i San Francisco, Dallas, Aix-en-Provence, Paris, Prag, Setauket NY, och Ann Arbor, där hon nu arbetar som lärare i School of Art and Design på University of Michigan. Hon har varit gift tre gånger och har två barn.

## Stil och kontroverser
Gloeckner ser sig själv som konstnär (engelska. artist). Tecknade serier råkar vara en av hennes konstnärliga uttryckssätt, vid sidan av prosa, målning, illustration och webbdesign.
Hennes serier görs ofta i en självbiografisk eller semi-självbiografisk form och handlar i många fall, mer eller mindre förtäckt, om några av de svårigheter och bisarra situationer hon upplevde under sin barndom och ungdom. Det rör föräldrakonflikter, skolproblem, drogproblem, sexuellt utnyttjande, ett förhållande med moderns pojkvän med mera.
Det sexuella innehållet i A Child's Life ledde till att den blev bannlyst från folkbiblioteket i Stockton, Kalifornien, efter att en elvaåring hade tagit del av innehållet. Stocktons borgmästare kallade boken "en instruktionsbok för pedofiler".

## Utmärkelser
- 2000 – Inkpot Award (utdelat på Comic-Con)[1]
- 2008 – Guggenheim fellowship[1]

### Serier och serieliknande verk
- 1998 – A Child's Life and Other Stories, North Atlantic Books 1998; rev,, ISBN 1-58394-028-6
- 2002 – The Diary of a Teenage Girl: An Account in Words and Pictures, Frog Press, ISBN 1-58394-063-4

### Barnböcker
- Weird Things You Can Grow, Random House.
- Illustrationer till flera barnböcker i bokserien "Tales too Funny to be True", publicerade av Harper Collins.

### Övriga illustrationer (urval)
- 1990 – J.G. Ballard: "The Atrocity Exhibition", RE/Search Publications, ISBN 0-940642-18-2 (interiöra illustrationer)
- 1991 – V. Vale (red.) and Andrea Juno (red). "Angry Women", RE/Search Publications, ISBN 0-940642-24-7 (omslag)
- 1994 – Paul Spinrad: "The RE/Search Guide to Bodily Fluids", RE/Search Publications, ISBN 0-940642-28-X (omslag)
- 2002 – Cathy Winks och Anne Semans. "The Good Vibrations Guide to Sex", Cleis Press, tredje uppl., ISBN 1-57344-158-9

### På svenska
Phoebe Gloeckner fick åren 1985-90 fem serier publicerade i den svenska vuxenserietidningen Pox. De svenska titlarna var:
- "Privat förevisning" (Pox 3/85
- "Yrkespraktik" (Pox 3/86
- "Minderåriga Mary" (Pox 7/86)
- "Magda möter de små tomtarna" (Pox 4/90)
- "Flickskolans sötisar"	 (Pox 6/90)